# Сражение за Сан-Педро-де-лас-Колониас
Сражение за Сан-Педро-де-лас-Колоньяс (исп. Batalla de San Pedro de las Colonias) — бои во время Мексиканской революции между Северной дивизией армии конституционалистов во главе с Франсиско Вильей и правительственными войсками за город Сан-Педро-де-лас-Колоньяс, штат Коауила, происходившие с 5 по 12 апреля 1914 года.
После того как Панчо Вильей был взят Торреон, федеральные войска отступили по двум направлениям: главные силы с генералом Хосе Рефухио Веласко ушли на юго-восток, к Вьеске, остальная часть с Хавьером де Море — на восток, в Сан-Педро-де-лас-Колониас, крупный ж/д узел на северо-востоке Мексики.
3 апреля Вилья решил добить правительственные войска и приказал трем бригадам под командованием Томаса Урбины захватить Сан-Педро-де-лас-Колоньяс. К этому времени у федералов здесь находились не менее 6000 человек и 10 артиллерийских орудий, а также несколько пулеметных команд.
Прибывшие эшелонами по ж/д вильисты окружили город и вечером 5 апреля предприняли на него атаку со всех сторон. Несмотря на ожесточенные бои, продолжавшиеся до утра 6 апреля, конституционалисты не смогли добиться успеха, хотя и подошли примерно на 500 метров к железнодорожной станции.
6 апреля генерал Веласко, расположившийся в Вьеске и ограниченный в боеприпасах, приказал кавалерии Аргумедо двинуться на север, к Сан-Педро, а затем вернуться с конвоем. Кавалерия Аргумедо вошла в город после непродолжительных перестрелок с аванпостами войск конституционалистов.
7-го числа федералами из Сан-Педро была предпринята попытка отправить к Веласко конвой с боеприпасами в сопровождении кавалерии Аргумедо, но он был отбит силами конституционалистов, находившимися между Санта-Еленой и Ла-Канделарией.
8-го числа уэртисты снова отправили конвой с боеприпасами к Веласко, одновременно генерал Хоакин Маас предпринял атаку на правое крыло вильистов. Этим воспользовался Аргумедо и ушел конвоем в направлении асьенды Соледад, где уже находились подошедшие с юга войска Веласко. В итоге тот получил полмиллиона патронов и других боеприпасов.
9 апреля генерал Панчо Вилья, раздосадованный неудачами, лично прибыл к Сан-Педро-де-лас-Колоньясу с остальными войсками и артиллерией генерала Фелипе Анхелеса.
10 апреля вильисты предприняли новый штурм города и к середине утра заняли первую линию позиций уэртистов. Атаки были поддержаны артиллерией, искусно расположенной Фелипе Анхелесом. Федералы упорно оборонялись: Хоакин Маасс противостоял на западе и севере, от ж/д вокзала вплоть до Каролины; Гарсия Идальго оборонялся на востоке, рядом с кладбищем. К середине дня у вильистов закончились снаряды, и атаки на позиции уэртистов прекратились.
Во второй половине дня с юга к Сан-Педро стали подходить федеральные войска Веласко, утром вышедшие из Соледада, и Вилья приказал своими отрядам, сражавшимся у кладбища, отступить. Авангард Веласко прибыл в город около шести часов вечера, основные силы вошли в Сан-Педро-де-лас-Колоньяс, загоревшийся в результате боев, к ночи. Веласко, раскритиковав действия генералов, оборонявших город, принял на себя командование.
12 апреля, в полтретьего ночи, конституционалисты начали генеральную атаку на позиции федералов по всему периметру их обороны. В результате первого удара они прорвали первую линию и подошли на 100 метров к штабу противника. В завязавшемся ожесточенном бою, длившемся несколько часов, был ранен Веласко, передавший командование генералу Маасу. В районе кладбища федералы также не выдержали атак конституционалистов и отступили под прикрытие городских построек. Возле железнодорожной станции атаковавшие попали под перекрестный огонь пехоты и артиллерии противника и приостановили атаки.
К 10 часам утра уэртисты несколько оправились от беспорядка, вызванного первой атакой вильистов, и в дальнейшем сумели в некоторых местах отвоевать свои передовые позиции и продержаться до полудня. Командование федералов приказало поджигать или разрушать дома тех горожан, из которых обстреливались солдаты правительственной армии.
В три часа дня кавалерийским частям Аргумедо и Альмансы было приказано выйти из города и попытаться окружить войска конституционалистов, но их нерешительные атаки были отбиты бойцами Панчо Вильи.
После этой неудачи и из-за нехватки боеприпасов было приказано начать эвакуацию. Вечером при свете пожаров федералы начали беспорядочно покидать город поездами и в пешем порядке, и конституционалисты вошли в горящий Сан-Педро-де-лас-Колоньяс.
В ходе противостояния федеральная армия потеряла 3 500, а их противник — едва 650 человек.